# Benjamin Booker
Benjamin Booker (geboren als Benjamin Roderick Evans; * 14. Juni 1989 in Virginia Beach, Virginia) ist ein US-amerikanischer Musiker, Sänger, Songwriter und Gitarrist. Er wohnt in New Orleans und zählt The Gun Club, Blind Willie Johnson und T. Rex als seine größten Einflüsse. Seine Musik wurde von der Chicago Tribune als „ein roher Mix aus Blues, Boogie und Soul“ beschrieben. The Independent bezeichnete Bookers Gesang als „roh und gefühlvoll“ und bescheinigte der Musik eine enorme Intensität, die an die ersten Werke von Kings of Leon und The Black Keys erinnere. Für die Spin stellt Booker „intelligenten, wütenden, explosiven Garage Rock“ dar.

## Karriere

### Kindheit und Jugend
Benjamin Booker wurde 1989 in Virginia Beach, Virginia geboren. Zusammen mit seiner Familie zog er einige Zeit später nach Tampa, Florida, wo er als Jugendlicher regelmäßig Punkkonzerte besuchte. Er ging an die Orange Grove Middle School, einer Magnetschule für Darstellende Kunst, gefolgt von der Hillsborough High School, an der den International-Baccalaureate-Abschluss erreichte. Danach studiert Booker Journalismus an der University of Florida in Gainesville, um danach als Musikjournalist zu arbeiten. Nach seinem Abschluss im Jahr 2012 zog er nach New Orleans und begann für die Non-Profit-Organisation HandsOn New Orleans zu arbeiten und nebenbei erste kleine Konzerte zu spielen. Im selben Jahr veröffentlichte er ohne Label seine erste EP Waiting Ones. Der Song Have You Seen My Son wurde kurz darauf vom Satellitenradiosender Sirius XM gespielt. Im Jahr 2013 begann er durch die Vereinigten Staaten zu touren und unterschrieb für die Arbeit an seinem Debütalbum beim Musiklabel ATO Records.

### 2013–2016: Debütalbum
Bookers erstes Album, welches den Titel Benjamin Booker trägt, wurde im Dezember 2013 im „The Bomb Shelter“ aufgenommen, einem analogen Tonstudio in Nashville und von Andrija Tokic (Alabama Shakes, Hurray for the Riff Raff) produziert. Es wurde am 19. August 2014 von ATO Records in den Vereinigten Staaten und von Rough Trade Records in Europa veröffentlicht. Die erste Single Violent Shiver erschien bereits im April. Das Album erreichte die Top 10 von Billboards „Alternative Albums and Independent Albums Charts“ und Rolling Stone bezeichnete Booker als einen Künstler, den man kennen muss. SPIN schrieb, dass das Debütalbum ein „Anwärter auf das Rockalbum des Jahres“ ist. Zudem hatte Booker Late-Night-Show-Auftritte bei Late Night with David Letterman, Conan und Later with Jools Holland.
Seit der Veröffentlichung von Benjamin Booker spielte Booker einige Konzerte mit Jack White und Courtney Barnett. Zusammen mit dem Schlagzeuger Max Norton und dem Bassist Alex Spoto, spielte er auch international Headliner-Konzerte und trat bei diversen Musikfestivals auf, wie dem Newport Folk Festival, Austin City Limits Music Festival, Lollapalooza und dem Haldern Pop Festival.

## Seit 2017:Witness
Im März 2017 kündete Booker sein zweites Album mit dem Titel Witness an. Dieses erschien am 2. Juni 2017 erneut bei ATO Records. Bei der ersten Single mit dem gleichen Titel singt die US-amerikanische Blues- und Soulsängerin Mavis Staples den Refrain. Im April wurde Right on You, das Eröffnungslied des Albums, veröffentlicht. Als drittes Lied feierte Believe bei Time am 23. Mai Premiere.

## Diskografie

### Alben
- 2014: Benjamin Booker
- 2017: Witness

### Livealben
- 2015: Live at Third Man Records

### EPs
- 2012: Waiting Ones
- 2014: Spotify Sessions

### Singles
- 2014: Violent Shiver
- 2017: Witness

## Musikvideos
- 2014: Violent Shiver (Regie: Joshua Shoemaker)
- 2014: Have You Seen My Son (Regie: Rick Alverson)
- 2015: The Future Is Slow Coming (Regie: James Lees)